# Erdenebüren járás
Erdenebüren járás (mongol nyelven: Эрдэнэбүрэн сум) Mongólia Hovd tartományának egyik járása. Területe 2800 km². Népessége kb. 3700 fő.
A tartomány északnyugati részén, hegyek között helyezkedik el. 
Székhelye Har-usz (Хар-ус), mely 65 km-re északra fekszik Hovd tartományi székhelytől.